# Adenopterus norfolkensis
Adenopterus norfolkensis är en insektsart som beskrevs av Lucien Chopard 1951. Adenopterus norfolkensis ingår i släktet Adenopterus och familjen syrsor. Inga underarter finns listade i Catalogue of Life.